# Primer mandat de Winston Churchill (1940-1945)
Aquest article tracta sobre el Primer mandat de Winston Churchill com a Primer Ministre del Regne Unit entre 1940 i 1945, durant la Segona Guerra Mundial.

## En Winston ha tornat
Després de l'esclat de la Segona Guerra Mundial, el 3 de setembre de 1939 el Regne Unit declarà la guerra a Alemanya, i Churchill va ser nomenat Primer Lord de l'Almirallat i membre del Gabinet Imperial de Guerra, igual que havia passat durant la I Guerra Mundial. Quan van ser informats, el Comitè de l'Almirallat envià un senyal a la Flota: «En Winston ha tornat». En aquest paper, demostrà ser un dels millors ministres durant l'anomenada Guerra de Broma, en la que les úniques accions noticiables van ser al mar. Churchill advocà per l'ocupació preventiva de les mines de ferro de Kiruna, a Suècia, tot i que aquesta era neutral, així com del port noruec de Narvik (també neutral), car era des d'aquest port des d'on el ferro suec era transportat cap a Alemanya. També va insistir en la necessitat de minar les aigües territorials noruegues per tal de dificultar l'ús que en feien els alemanys, evitant així el bloqueig naval britànic. Tanmateix, tant Chamberlain com la resta del Cabinet de Guerra es van oposar a violar la neutralitat d'aquests dos països, i l'operació es retardà fins a l'abril de 1940, quan Alemanya va envair Noruega i ja va ser massa tard.

## Inicis amargs de la guerra

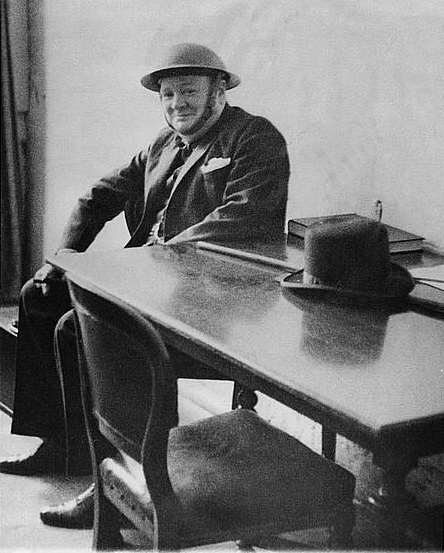
Churchill llueix un casc durant una alarma d'atac aeri durant la batalla d'Anglaterra al 1940

El 10 de juny de 1940, hores abans de la invasió de França a través d'un veloç avanç pels Països Baixos, era clar que, després del fracàs a Noruega, el país no tenia confiança en com Chamberlain conduïa la guerra, i aquest dimití. La versió comunament acceptada dels fets assenyala que Lord Halifax no pogué acceptar el càrrec de Primer Ministre perquè creia que no podia governar en ser un membre de la Cambra dels Lords i no de la Cambra dels Comuns. Encara que el Primer Ministre tradicionalment no aconsella al rei en qüestions de successió, Chamberlain volia algú que pogués dirigir la Nació amb el suport dels 3 principals partits de la Cambra. Una trobada entre Chamberlain, Halifax, Churchill i David Margesson, finalitzà amb la recomanació de Churchill, i per tant, el rei Jordi VI demanà a Churchill que fos Primer Ministre i que formés un govern format per tots els partits. El primer que va fer Churchill va ser escriure a Chamberlain per agrair-li el seu suport.
| « | Quan me'n vaig anar al llit, cap a les 3 de la matinada, vaig sentir un profund alleujament. Finalment tenia el poder per donar directives en tots els camps. Tenia la impressió de formar una unitat amb el destí i em semblava que tota la meva vida anterior només havia estat una preparació per a aquesta hora i aquesta prova. (...) Em semblava que comptava amb l'experiència i estava segur que no fracassaria. | » |

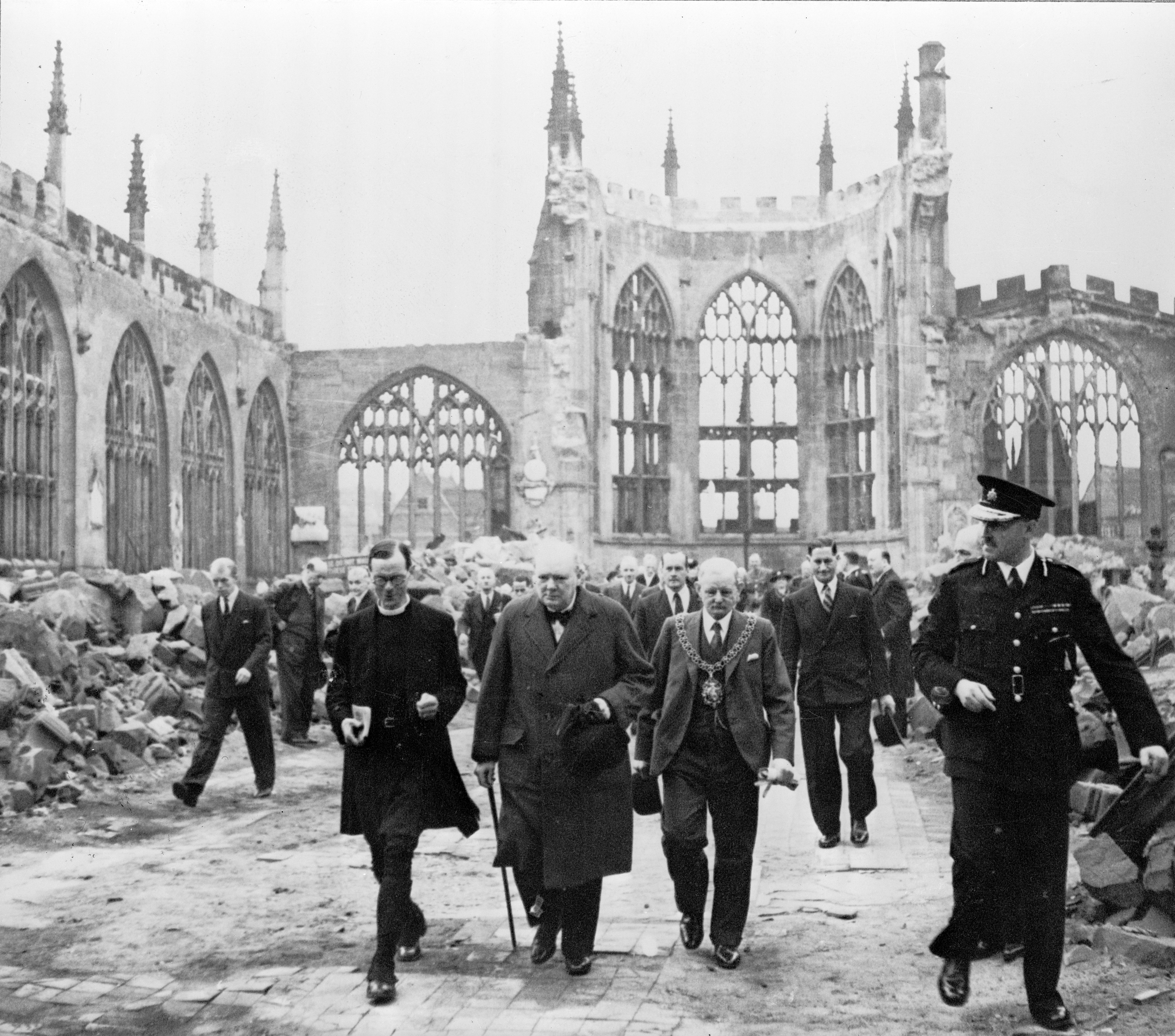
Churchill camina entre les runes de la Catedral de Coventry al 1941

La primera crisi a la qual ha d'enfrontar-se com a Primer Ministre va ser la batalla de França: al maig de 1940 Hitler decideix atacar els Països Baixos, Bèlgica i França. La primera va caure en pocs dies, mentre que França i Bèlgica resistiren alguns dies més. Finalment, el 25 de maig de 1940 els blindats alemanys van trencar les línies de defensa franceses prop de Sedan. Churchill no es mostrà gaire amoïnat, però quan viatjà a París i se n'assabentà que els francesos no tenien preparat un exèrcit de reserva estratègic es temé el pitjor.
Tot just després de l'armistici entre França i Alemanya, l'ús potencial de la flota francesa contra la britànica va ser un motiu vital de consternació. L'equilibri del poder al mar es veuria seriosament amenaçat si Gran Bretanya no podia protegir les seves línies de subministrament i minvaven les seves oportunitats de supervivència. Malgrat que els termes de l'Armistici negaven aquesta possibilitat i que els líders francesos asseguraven que això no passaria mai, el govern britànic temia que els alemanys poguessin prendre el control sobre les naus (com, efectivament, intentà el 1942). Winston Churchill ordenà que la Marine Nationale francesa hauria de lluitar amb la Royal Navy britànica o ser neutralitzada com fos, per preveure que caigués en mans alemanyes.
Alguns vaixells estaven a port a França, altres escaparen a ports controlats pels britànics, principalment a la mateixa Gran Bretanya o a Egipte. La concentració més poderosa de naus de guerra franceses en aquells moments era l'esquadró que estava ancorat al port de Mers-el-Kébir, a l'Algèr francès. Consistia en els vells cuirassats Provence i el Bretagne, els cuirassats moderns Dunkerque i Strasbourg, el transport d'avions Commandant Teste i 6 destructors, sota el comandament de l'Almirall Marcel-Bruno Gensoul.
La que va ser anomenada Operació Catapulta, va consistir en l'apropiació de la marina francesa pels britànics, començant pels vaixells ancorats als ports britànics de Plymouth i Portsmouth què van ser abordats la nit del 3 de juliol de 1940. La flota de Mers-el-Kébir, comandada per l'almirall Gensoul va rebre un ultimàtum de l'almirall britànic James Somerville, de la Força H estacionada a Gibraltar, en què se li exigia lliurar la flota, marxar fora de la zona bèl·lica i llavors desmilitaritzar-se o, en cas de negativa, l'armada britànica obriria foc per a destruir la flota. Finalment els francesos no es van rendir i la flota va ser destruïda.
L'atac als vaixells francesos dins de port portà malestar entre els francesos cap als seus anteriors aliats i incrementà la tensió entre Churchill i el general Charles de Gaulle, líder de les Forces Franceses Lliures. Els britànics clarament van demostrar que no creien als francesos i dubtaven que resistissin a un assalt alemany si no es respectaven els termes de l'armistici.
Churchill havia estat entre els primers que havia reconegut la creixent amenaça que Hitler representava molt abans de l'esclat de la Segona Guerra Mundial, encara que els seus advertiments no havien estat atesos. Encara que existia un sentiment a la política i a la població a favor d'una pau negociada amb Hitler, entre ells el Secretari d'Exteriors Lord Halifax, Churchill rebutjà la simple idea de considerar un armistici amb l'Alemanya de Hitler. El seu ús de la retòrica encoratjà l'opinió pública britànica contra una pau negociada i preparà als britànics per a una llarga guerra. Al rebutjar un armistici amb Alemanya, Churchill va mantenir encesa la flama de la resistència a l'Imperi Britànic, creant les bases pel que serien els contraatacs aliats de 1942-45, en què les illes britàniques servirien de plataforma per a enviar subministraments a la Unió Soviètica i a l'alliberament de l'Europa Occidental. Mesos abans, un Cos Expedicionari Britànic d'uns 200.000 homes ocupaven les defenses franceses al nord del Sedan. Els alemanys avançaven una mitjana de 70 km diaris, aproximant-se a Arras. El Gabinet de Guerra francès proposà la idea que els exèrcits al nord es moguessin cap al sud per a trobar-se amb els alemanys per retenir-los mentre que els francesos al centre i al sud es movien per atacar als alemanys pel flanc sud. No obstant això, les divisions franceses ni tan sols es mogueren. El Cos britànic es trobà atrapat en un moment en què els alemanys arribaren al mar després de capturar Boulogne. Coneixedors que els britànics es trobaven en una trampa, els alemanys comencen a moure's cap al nord. Així doncs, Churchill acceptà la idea de Lord Gort, al comandament de les tropes britàniques, de què com a darrer recurs retrocedeixin cap a Dunkerque i allà siguin evacuats abandonant tot l'equipament. Immediatament es donaren ordres de què tots els vaixells disponibles al Canal es desplacessin cap a Dunkerque per evacuar a l'Exèrcit. Els britànics encara confiaven a contenir als alemanys a l'espera de les divisions franceses, però tot es complicà quan, pocs dies després, els alemanys completaren la conquesta de Bèlgica i trencaren el front a Oostende. Els britànics quedaren completament envoltats i no els quedà cap més remei que ser evacuats. Tot i la humiliació, els francesos de Lille atacaren als alemanys per mantenir-los ocupats i evitar que ataquessin els britànics. Hitler decidí no enviar a les divisions alemanyes i atacar als britànics només per l'aire. Tot i que això va ser interpretat com un intent de Hitler per forçar la pau amb el Regne Unit, Churchill afirmà que les divisions alemanyes havien avançat massa en molt poc temps i necessitaven carregar combustible. A més, els atacs aeris es veieren neutralitzats perquè les bombes s'ofegaven a la sorra de les platges i perquè la RAF començà a enfrontar-se als alemanys. Més de 250.000 soldats foren evacuats en 48 hores, i Churchill veié, alleugerit, com era possible recompondre l'exèrcit britànic no només per a la defensa de les illes, sinó per tornar i alliberar Europa.
En resposta als seus crítics, que deien que no hi havia un ministeri clarament encarregat per a la consecució de la guerra, Churchill creà i assumí el càrrec de Ministre de Defensa, esdevenint el primer ministre més poderós en temps de guerra de la història del Regne Unit. Immediatament posà al seu amic i confident, l'industrial i baró de la premsa Lord Beaverbrook a càrrec de la producció aeronàutica, que aplicant mètodes empresarials, ràpidament incrementà la producció i l'enginyeria que van marcar diferència en la guerra.
Els discursos de Churchill eren de gran inspiració per a la gent en combat. El seu primer discurs com a Primer Ministre és el famós "No tinc res més a oferir que sang, esforç, suor i llàgrimes". Ben aviat en pronuncià dos més ben famosos, tot just abans de la batalla d'Anglaterra:
| «                   | Encara que grans extensions d'Europa i molts estats vells i famosos hagin caigut o puguin caure en poder de la Gestapo i de tot l'aparell odiós del govern nazi, no flaquejarem ni fracassarem. Arribarem fins al final. Lluitarem a França, lluitarem als mars i als oceans, lluitarem a l'aire amb confiança i força creixents; defensarem la nostra illa al preu que sigui. Lluitarem a les platges, lluitarem en els llocs de desembarcament, lluitarem en els camps i els carrers, lluitarem a les muntanyes, no ens rendirem mai.... (...) | » |
| — 4 de juny de 1940 | |   |

L'altre: 
| «                     | Per tant, abracem-nos al nostre deure, i si l'Imperi Britànic i la Commonwealth duren mil anys, els homes seguiran dient, "Aquell va ser el seu millor moment" | » |
| — 18 de juny de 1940. | |   |

Churchill amb els Mariscals de Camp Alan Brooke i Bernard Montgomery, 1944

En el punt màxim de la batalla d'Anglaterra, la seva visió de la situació va incloure la memorable sentència de què "Mai en la història dels conflictes humans tants han degut tant a tant pocs", que engendrà el sobrenom Els Pocs pels pilots dels caces aliats que la van guanyar. Un altre dels seus discursos més celebrats durant la guerra va ser el 10 de novembre de 1942, a la Mansion House de Londres, quan davant la victòria aliada a El Alamein, Churchill afirmà que:
| « | Això no és el final. Ni tan sols és l'inici del final. Però, potser, sí que és el final de l'inici. | » |

Sense tenir gaires coses amb substància, o bones notícies per oferir al poble britànic, prengué un risc polític escollint deliberadament emfatitzar els perills. Churchill aconseguí aixecar i mantenir la moral tant de l'exèrcit com de la població britànica, a causa del seu gran carisma i a la seva enorme habilitat com a polític. Aconseguí que els britànics lluitessin sense cedir un preciós pam de terreny; la rendició era quelcom que mai no s'acceptaria, tot i les derrotes patides en la primera etapa de la guerra i els bombardeigs caiguts sobre la població civil de Londres.
El 24 de maig de 1941, després que el HMS Hood fos enfonsat, Churchill va demanar enmig d'un discurs: "Enfonseu al Bismark!". El Bismarck era el cuirassat més modern del món en aquells moments, i havia aconseguit enfonsar al Hood durant la seva primera missió, tot just després de ser completat. Va ser enfonsat tres dies després, eliminant-se una perillosa amenaça per als combois britànics.

## Relacions amb els Estats Units

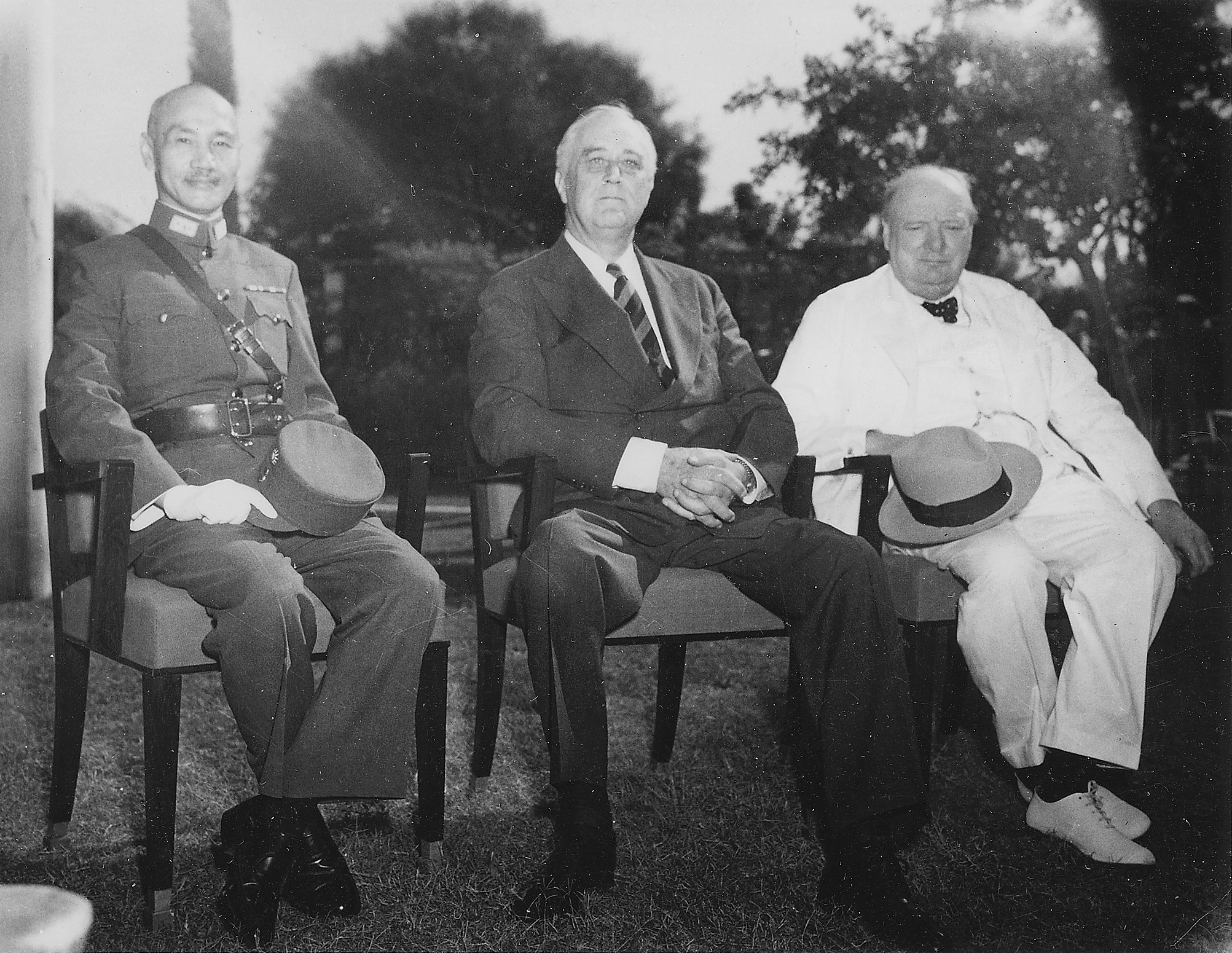
El Generalíssim Chiang Kai-shek, Franklin D. Roosevelt, i Churchill a la Conferència de El Cairo al 1943

Tot i les dificultats inicials, la bona relació de Churchill amb el President dels Estats Units Franklin D. Roosevelt assegurà els enviaments vitals de menjar, munició i petroli a través de les rutes navals per l'Atlàntic. Va ser per aquest motiu que Churchill respirà alleujat quan Roosevelt va ser reescollit el 1940. Roosevelt immediatament implementà un nou mètode per proveir d'efectes militars a la Gran Bretanya sense la necessitat d'un pagament monetari. Roosevelt va persuadir al Congrés que el pagament d'aquest immens servei seria mitjançant la defensa dels Estats Units, i així naixeren els acords i Acord de Bases per Destructors, en què Roosevelt desafià obertament les Actes de Neutralitat i cedí donà 50 destructors al Regne Unit i al Canadà a canvi dels drets de les bases britàniques a les illes del Carib; i finament els Acords del Préstec-Arrendament de març de 1941. Churchill i Roosevelt van trobar-se en 12 ocasions, de les que sortiren la Carta de l'Atlàntic, l'estratègia d'Europa primer, la Declaració de les Nacions Unides i d'altres polítiques de guerra.
Després que Pearl Harbor fos atacat, el primer pensament de Churchill va ser "Hem guanyat la guerra!". El 26 de desembre de 1941, Churchill es dirigí a una sessió conjunta del Congrés, preguntant-los sobre Alemanya i Japó, "Quina mena de gent es pensen que som?". Churchill creà l'Executiva d'Operacions Especials (Special Operations Executive - SOE), a les ordres del Ministre d'Economia de Guerra Hugh Dalton, que conduí i portà a terme operacions subversives als territoris ocupats, assolint un èxit notable; així com els Comandos, que establirien el patró del que avui es coneix com a Forces especials.

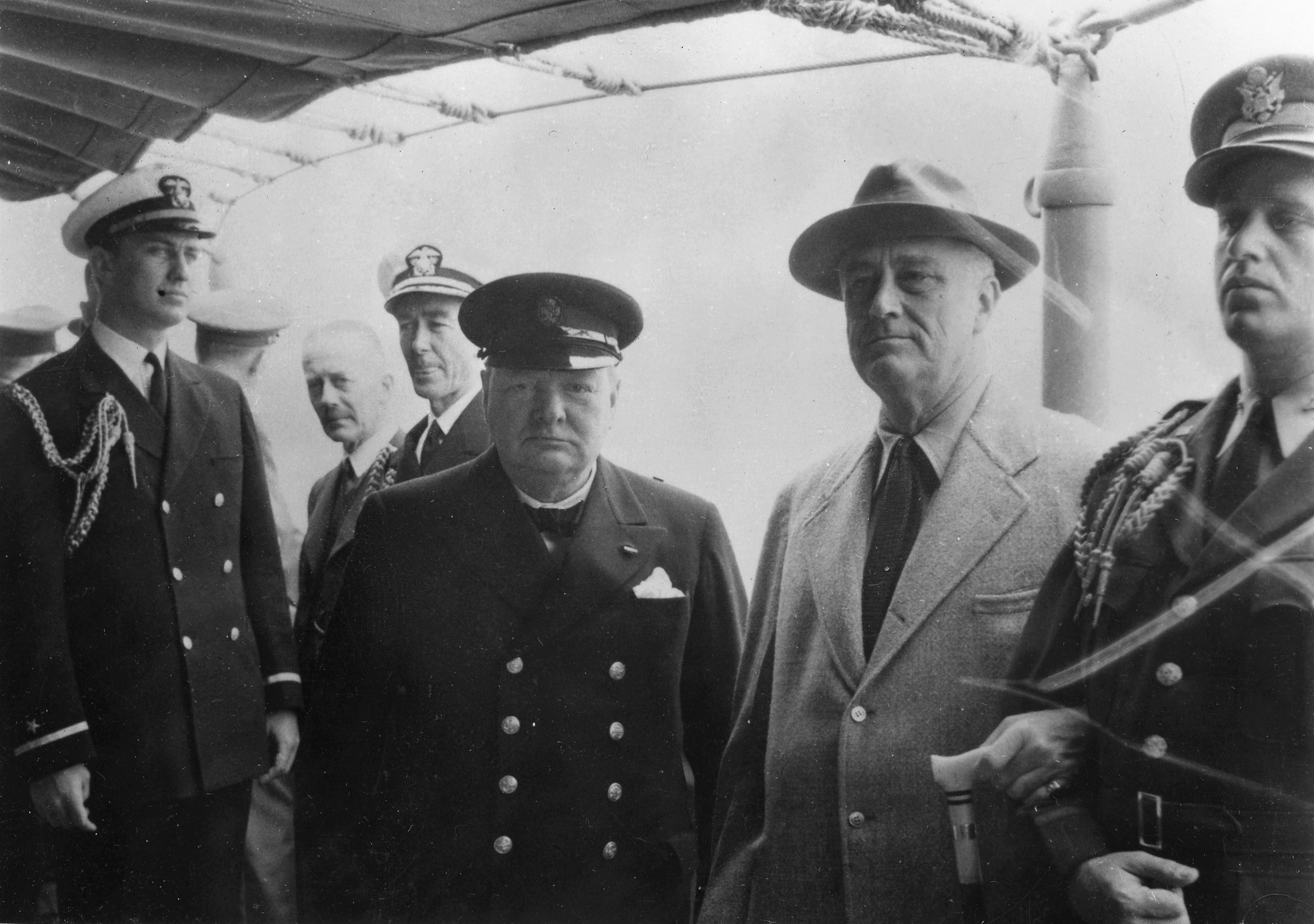
Winston Churchill amb FDR a bord del USS Augusta, agost de 1941, a Terranova.

La salut de Churchill era fràgil, com es mostrà després d'un atac de cor que patí al desembre de 1941 a la Casa Blanca, i quan també al desembre de 1943 va contraure una pneumònia. Malgrat això, viatjà uns 160.000 km per tot el món durant la guerra per trobar-se amb els líders d'altres nacions. Per motius de seguretat, habitualment viatjava amb l'àlies de "Coronel Warden".
Churchill va participar en tractats que dibuixarien les fronteres europees i asiàtiques després de la Segona Guerra Mundial. Aquests ja van ser discutits en dates tan primerenques com 1943. En la Segona Conferència del Quebec de 1944, redactà un esborrany i, juntament amb el President Roosevelt, signà una versió reduïda del Pla Morgenthau, que pretenia convertir a Alemanya en un país principalment agrícola i ramader després de la seva rendició incondicional. Les propostes per a les fronteres europees van ser oficialment acordades per Harry S. Truman, Churchill, i Stalin a Potsdam. La bona relació entre Truman i Churchill significà molt per a ambdós països. Encara de Churchill es dolia per la pèrdua d'un estimat amic, per l'altre costat trobà un enorme suport per part de Truman, anomenant-lo la mena de líder que el món necessita quan li cal més.

## Relacions amb la Unió Soviètica
Quan Hitler envaí la Unió Soviètica, Winston Churchill, un vehement anticomunista, va exclamar que "Si Hitler envaís l'Infern, almenys faria una referència favorable al Diable a la Cambra dels Comuns", amb vista a la seva política cap a Stalin. Ben aviat, tancs i altres subministraments britànics van ser embarcats per ajudar a la Unió Soviètica.
L'establiment de les fronteres de Polònia, tant entre Polònia i la Unió Soviètica com entre Polònia i Alemanya va ser vist com una traïció a Polònia durant els anys de postguerra, i va ser aprovat contra l'opinió del Govern polonès a l'exili. Va ser Winston Churchill, qui va intentar motivar al Primer Ministre Polonès a l'exili Mikołajczyk, perquè acceptés els desigs de Stalin, però Mikołajczyk ho refusà. Churchill estava convençut que l'única manera per alleugerir tensions entre les dues poblacions era transferir la població per a fer encaixar les fronteres.
Tal com va exposar a la Cambra dels Comuns el 15 de desembre de 1944, "l'expulsió és el mètode mitjançant el qual, en la mesura del que hem pogut veure, serà el més satisfactori i definitiu. No hi haurà barreja de poblacions per causar problemes sense final. Es farà una bona neteja. No estic pas alarmat per aquestes transferències, ja que són més possibles en les condicions modernes".

Tot i això, les posteriors expulsions d'alemanys es van fer de manera brutal i, d'acord amb un informe del Ministeri de Refugiats i Desplaçats de l'Alemanya Occidental de 1966, comportà la mort de 2,1 milions de persones.

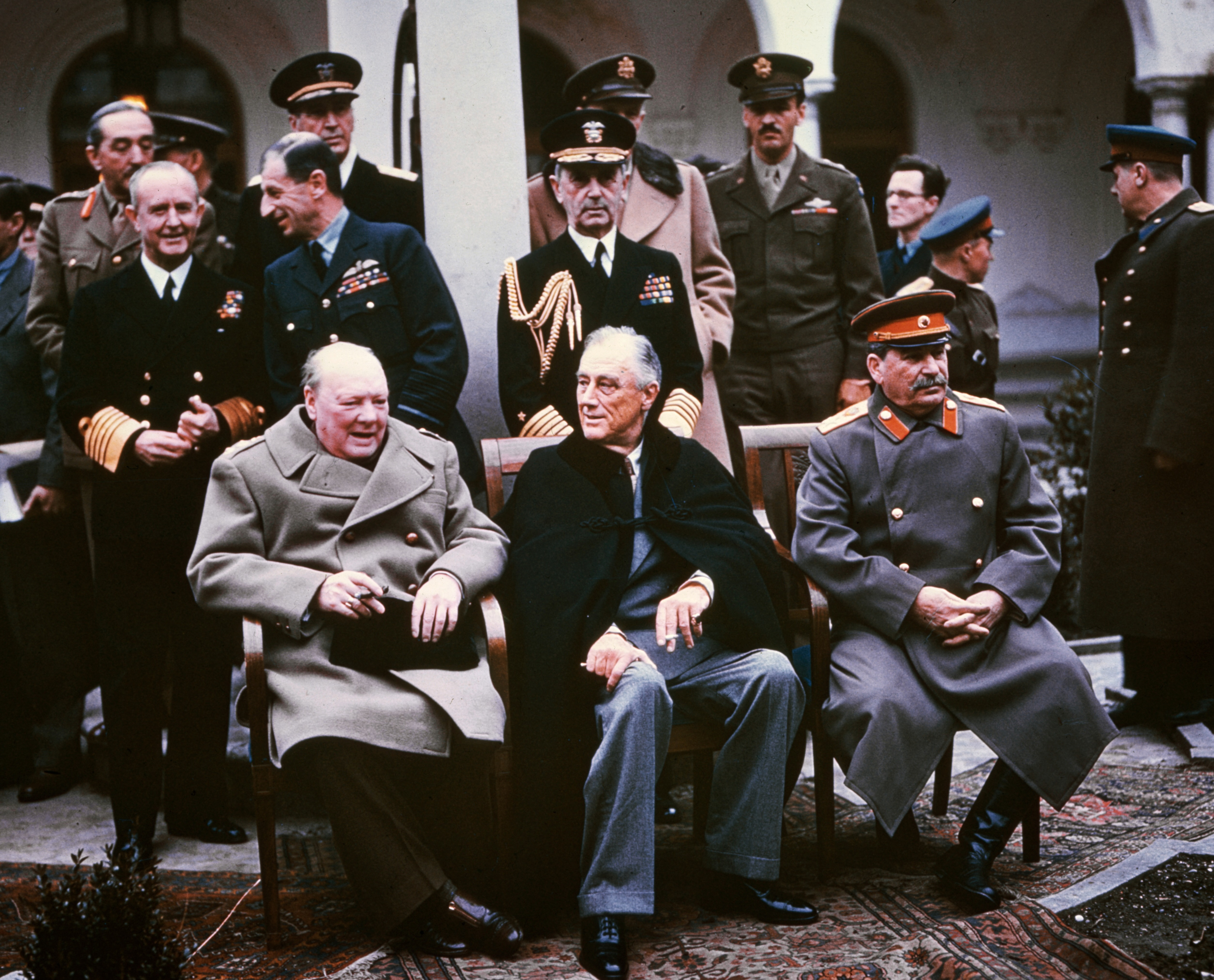
Churchill, Roosevelt i Stalin a la Conferència de Jalta, febrer de 1945

Churchill s'oposà a l'annexió de Polònia per la Unió Soviètica, així com al traçat de les noves fronteres amb la Unió Soviètica i Alemanya, ja que ho considerava com un acte de traïció vers al Govern polonès a l'exili, i va escriure amargament sobre això als seus llibres, però va ser incapaç d'evitar-ho a les conferències.
A l'octubre de 1944, juntament amb Eden, va viatjar fins a Moscou per trobar-se amb el líder soviètic. En aquells moments, l'Exèrcit Roig estava avançant per diversos països de l'Europa Oriental. Churchill mantenia l'opinió què fins que tot no es confirmés a la Conferència de Jalta, s'havia de fer els ulls grossos i deixar que la guerra avancés. El problema més significatiu en aquestes trobades va tenir lloc el 9 d'octubre al Kremlin, entre Churchill i Stalin. Durant la trobada es discutiren els problemes de Polònia i els Balcans. Churchill comentà la seva xerrada amb Stalin d'aquell dia:
| « | Parlem sobre els Balcans. Els seus exèrcits estan a Romania i a Bulgària. Tenim interessos, missions i agents allà. Pel que fa a la Gran Bretanya i Rússia, que li sembla si fem un 90% d'influència per vostès a Romania, un 90% per nosaltres a Grècia, i anem al 50-50 a Iugoslàvia? | » |

Stalin es mostrà d'acord amb aquest Acord dels Percentatges, agafant un tros de paper mentre que sentia la traducció. El 1958, cinc anys després que aquesta trobada fos comentada (a La Segona Guerra Mundial), les autoritats soviètiques van negar que Stalin acceptés aquesta proposta imperialista.
Una de les conclusions de la Conferència de Jalta va ser que els Aliats tornarien a la Unió Soviètica a tots aquells ciutadans soviètics que trobessin a les zones aliades. Això afectà immediatament els presoners de guerra soviètics alliberats pels Aliats, però també va fer-se extensiu a tots els refugiats de l'Europa Oriental. Soljenitsin ho anomenà l'Operació Passar per sota la quilla com el darrer secret de la Segona Guerra Mundial. Els soviètics es referien a ell com el "Bulldog Britànic". Això es degué a la seva voluntat d'enfrontar-se al perill visitant els fronts de batalla, mentre que ni Roosevelt ni Stalin eren gaire donats a aquestes visites, ja que a mesura que més s'apropava a les forces enemigues, més corria el risc de morir assassinat o accidentalment. De fet, Churchill va estar a punt de morir, però per problemes de salut: al desembre de 1941 va patir un lleuger atac cardíac, i al desembre de 1943 va caure malalt de pneumònia.
Tot i el seu vell anticomunisme i a la desconfiança que li inspirava Stalin, el cert és que Churchill no deixà de pensar en la Unió Soviètica com un aliat vers al fi comú d'acabar amb el nazisme. Així doncs, quan l'ambaixador nord-americà li va dir que "l'os rus exigeix molt i, això no obstant, no deixa de mossegar la mà que li dona menjar", Churchill replicà que "estic d'acord amb el seu comentari polític, però la veritat és que també es dedica a mossegar altres mans a l'hora", referint-se a la lluita de l'Exèrcit Roig contra Hitler. Però també, el 24 de gener de 1944 comentaria que "Provar de mantenir bones relacions amb un comunista és com fer la gara-gara amb un cocodril. No saps si fer-li pessigolles sota la barbeta o donar-li un cop al cap. Quan obre la gola ets incapaç de distingir si prova de somriure't o si es prepara per a devorar-te".
Després de la guerra, Churchill visità Stalingrad, encara en runes, i observà que era increïble fins on havien arribat els alemanys. L'intèrpret rus preguntà si ho deia pel grau de destrucció, i Churchill respongué: em refereixo fins on van arribar al mapa.

## Controvèrsia pel bombardeig de Dresden

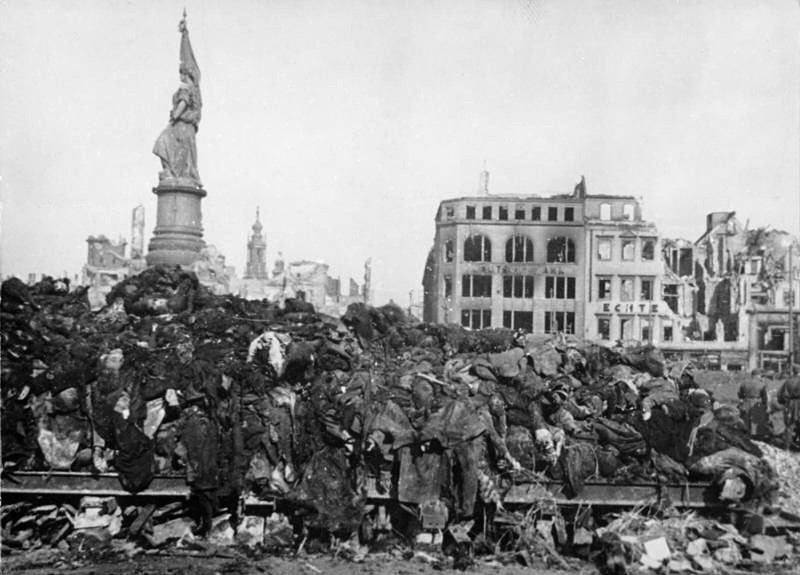
Fotografia històrica de la destrucció de Dresden, febrer de 1945

Entre el 13 i el 15 de febrer de 1945, els bombarders britànics i americans atacaren la ciutat alemanya de Dresden, que estava plena de refugiats i ferits alemanys.
Donada la importància cultural de la ciutat, i per l'alt nombre de víctimes civils que ocasionà en un moment tan proper al final de la guerra, resta com una de les accions aliades més controvertides de tota la guerra. Després del bombardeig Churchill ho comentà en un telegrama d'alt secret:
| « | Em sembla que ha arribat el moment en què la qüestió de bombardejar les ciutats alemanyes simplement pel terror, tot i altres pretexts, hauria de ser revisada... crec que necessitem una concentració més precisa sobre els objectius militars com el petroli i les comunicacions darrera les línies del front immediates, més que no pas simples actes de terror i destrucció, per un altre costat imprevisible. | » |

Reflexionant sota la pressió dels Caps de l'Estat Major i en resposta a les opinions de Sir Charles Portal (Cap de l'Estat Major de l'Aire i d'Arthur Harris (Comandant del Comandament de Bombarders de la RAF), Churchill estripà el seu memorandum i en va escriure un de nou. La versió final, completada l'1 d'abril de 1945, afirmava que:
| « | Em sembla que ja és aquí el moment en què la qüestió de què l'anomenada 'àrea de bombardeig' de les ciutats alemanyes hauria de ser revisada segons el punt de vista dels nostres interessos. Si hem de controlar una zona totalment en runes, hi haurà unes comoditats ben escasses per a nosaltres mateixos i pels nostres aliats... Hem de veure si els nostres atacs no ens perjudiquen més a nosaltres del que ho fan a l'esforç de guerra alemany. | » |

Finalment, la responsabilitat per la part britànica de l'atac recaigué sobre Churchill, sent criticat per permetre que els bombarders actuessin. L'historiador alemany Jörg Friedrich afirma que "la decisió de Churchill de realitzar bombardeigs per àrees sobre una Alemanya desfeta entre gener i maig de 1945 va ser un crim de guerra", mentre que el filòsof A. C. Grayling qüestionà tota l'estratègia de bombardeig de la RAF argumentant que si bé no era un crim de guerra sí que ho era contra la moral, preguntant-se si realment els Aliats lluitaven una guerra justa.
Per un altre costat, també cal afirmar que la participació de Churchill en el bombardeig de Dresden es basava en els aspectes estratègics i tàctics de guanyar la guerra. La destrucció de Dresden, tot i que immensa, va preparar-se per accelerar la derrota alemanya. L'historiador britànic Frederick Taylor afirmà que "Tots els bàndols van bombardejar les ciutats de l'enemic durant la guerra. Mig milió de ciutadans soviètics, per exemple, van morir a causa dels bombardeigs alemanys durant la invasió i ocupació de Rússia. Això és equivalent als alemanys morts durant els atacs aeris aliats. Però la campanya aliada de bombardeig estava lligada a les operacions militars, i finalitzava tan bon punt cessaven les operacions militars".

## El final de la II Guerra Mundial

Churchill es dirigeix a la multitud des de Whitehall el dia en què anuncià a la nació que havien guanyat la guerra, 8 de maig de 1945

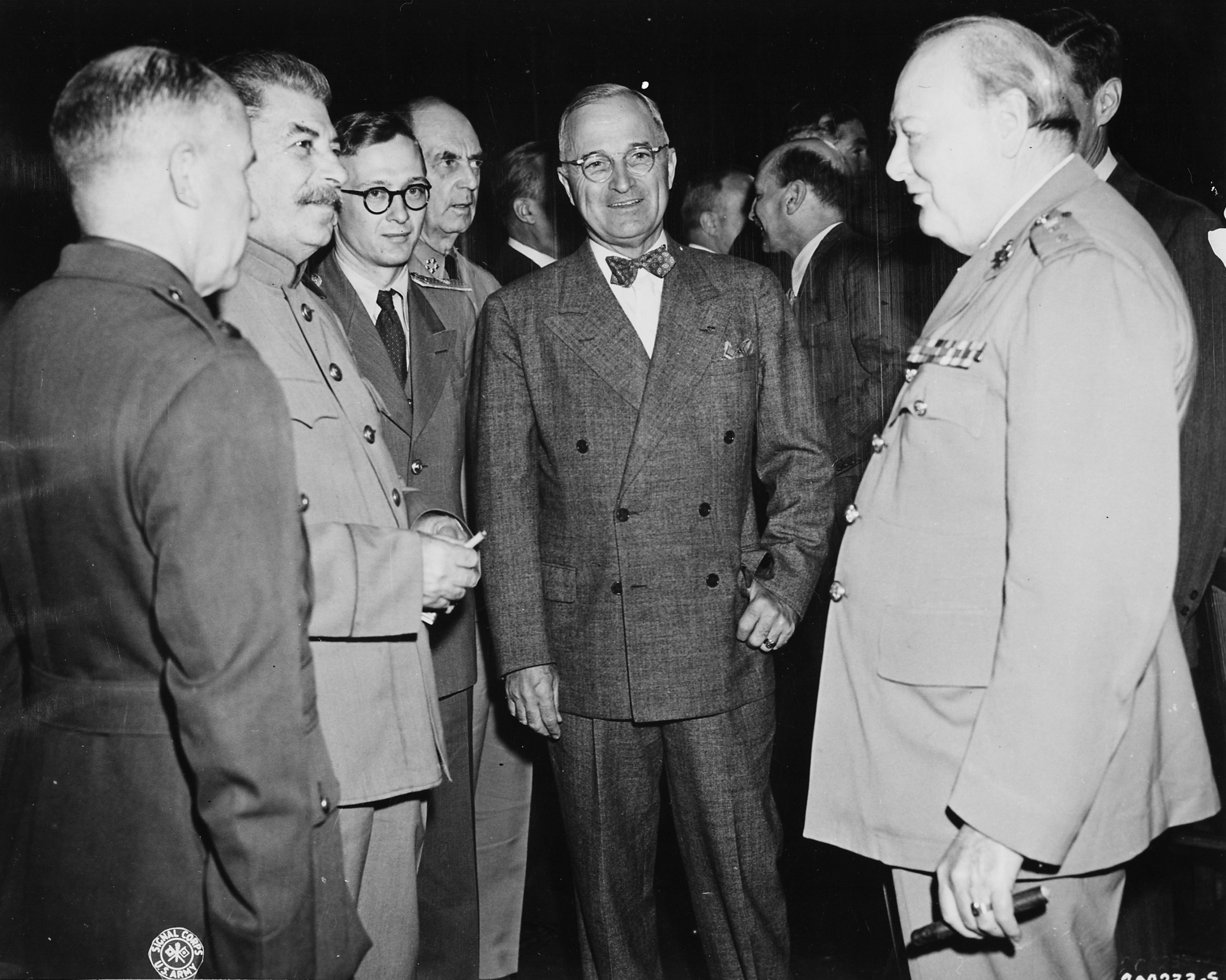
La Conferència de Potsdam: Stalin, Harry S. Truman i Winston Churchill, juliol de 1945

Al juny de 1944, les tropes Aliades van envair Normandia i van fer que durant l'any següent les tropes alemanyes es batessin en retirada. Després de ser atacats per tres fronts pels Aliats, i malgrat els fracassos com l'Operació Horta i als contraatacs com la batalla de les Ardenes, Alemanya ja estava derrotada.
Quan el 12 d'abril de 1945, el President Roosevelt va morir, la seva primera intenció va ser viatjar fins a Washington per assistir al funeral del seu amic; però es va fer enrere al darrer moment.
El 7 de maig de 1945, al Quarter General del SHAEF a Reims, els Aliats acceptaren la rendició alemanya. El mateig dia, les notícies de la BBC anunciaren que el 8 de maig seria el Dia de la Victòria a Europa. El Dia de la Victòria, Churchill, anuncià per ràdio a la nació des de la Cambra dels Comuns que Alemanya s'havia rendit i que l'alto el foc a tots els fronts europeus entraria en efecte un minut després de tocada la mitjanit d'aquella mateixa nit. Després, des de la balconada del Ministeri de Sanitat, Churchill digué a la multitud reunida a Whitehall "Aquesta victòra és vostra"; però la gent li contestà: "No, és seva", i Churchill els dirigí a cantar Land of Hope and Glory. Al vespre tornà a parlar per ràdio a la nació assegurant que la victòria contra el Japó arribaria en els mesos vinents. Els japonesos es van rendir el 15 d'agost de 1945.
Mentre que Europa celebrava la pau després de 6 anys de guerra, Churchill estava preocupat per la possibilitat que les celebracions serien brutalment interrompudes ben aviat. Va arribar a la conclusió de què els Estats Units i l'Imperi Britànic haurien de preparar-se perquè davant al fet que l'Exèrcit Roig ignorava les fronteres prèviament acordades a Europa, "haurien d'imposar a Rúsia la voluntat dels Estats Units i l'Imperi Britànic". D'acord al pla de l'Operació Impensable, ordenat per Churchill i desenvolupat per les Forces Armades Britàniques, la Tercera Guerra Mundial podria haver començat l'1 de juliol de 1945 amb un atac sobtat contra les tropes soviètiques aliades. El pla va ser rebutjat pel Comitè de Caps d'Estat Major Britànic com militarment impossible. Això no obstant, aquesta decisió no aturà el posterior desenvolupament de plans de guerra, fins a culminar en la doctrina de la Guerra Freda.